# 杭县
杭县，为中国古县名，辖区涵盖今浙江省杭州市临平区、余杭区、西湖区、上城区、拱墅区。

## 历史沿革
中华民国元年(1912年)2月，废杭州府，以原钱塘县、仁和县地并置杭县，与余杭县同属钱塘道。1949年5月。余杭县、杭县建制未变。1958年4月，杭县被撤销，属杭州市郊区。1960年1月建立钱塘联社。1958年10月，余杭县撤销，并入临安县。1961年3月，从临安县析出原余杭县境与钱塘联社合并。1961年4月，钱塘联社撤销，恢复县建制，定名余杭县，县治设临平镇。1994年4月，撤销余杭县，设立余杭市。2001年3月，撤销余杭市，设立杭州市余杭区。
2011年，余杭区9个镇乡建制改为余杭区人民政府直辖，改为街道办事处。